# Грчка на Европском првенству у атлетици у дворани 1976.
Грчка  је  учествовала  на 7. Европском првенству у дворани 1976. одржаном 22. и 23. фебруара 1976у године у Атлетском делу олимпијске хале у Минхену (Западна Немачка.  Репрезентацију Грчке у њеном седмом учешћу на европским првенствима у дворани представљало је 10 атлетичара (9 мушкараца и 1 жена) који су се такмичили у 10 дисциплина (9 мушких и 1 женске).
На овом првенству атлетичари Грчке освојили су 1 Срфебрну медаљу.
У табели успешности према броју и пласману такмичара који су учествовали у финалним такмичењима (првих 8 такмичара) Грчка је са 4 учесника у финалу и 18 освојених бодова заузела 13 место , од 25 земаља учеснице,  односно  њих 5. Аустрија, Данска, Луксембург Норвешка  и Шпанија, нису имале финалисте.
| Плас. | Земља | 1. место | 2. место | 3. место | 4. место | 5. место | 6. место | 7. место | 8. место | Бр. финал. - Бод. |
| ----- | ----- | -------- | -------- | -------- | -------- | -------- | -------- | -------- | -------- | ----------------- |
| 13.   | Грчка | −        | 1 − 7    | −        | 1 − 5    | 1 − 4    | −        | 1 − 2    | −        | 4 − 18            |

## Учесници
| Бр. | Дисциплина | Мушкарци                               | Жене | Укупно |
| --- | ---------- | -------------------------------------- | ---- | ------ |
| 1.  | \|60 м     | Василиос Папагеоргопулос Серафим Лапис | —    | 2      |
| 2.  | 400 м      | Ставрос Торцидис                       | —    | 1      |
| 3.  | 800 м      | Костантинос Гаргаретас                 | —    | 1      |
| 4.  | 1.500 м    | Фотиос Куртис                          | —    | 1      |
| 5.  | 3.000 м    | Спилиос Захаропулос                    | —    | 1      |

| Бр. | Дисциплина   | Мушкарци           | Жене          | Укупно |
| --- | ------------ | ------------------ | ------------- | ------ |
| 6.  | 60 м препоне | Георгиус Манделос  | —             | 1      |
| 7.  | Скок увис    | Димитриос Патронис | —             | 1      |
| 8.  | Скок мотком  | Димитриос Китеас   | —             | 1      |
| 10. | Скок удаљ    | —                  | Марула Ламбру | 1      |
|     | Укупно (10)  | 9                  | 1             | 10     |

## Освајачи медаља
- Сребро
- Василиос Папагеоргопулос —  60 метара

## Резултати
Комплетни резултати ЕП 1976 на сајту .maik-richter.de/resul 

### Мушкарци
| Атлетичар                | Дисциплина    | Лични рекорд | Квалификације | Квалификације | Полуфинале           | Полуфинале           | Финале               | Финале      | Детаљи |
| Атлетичар                | Дисциплина    | Лични рекорд | Резултат      | Место         | Резултат             | Место                | Резултат             | Место       | Детаљи |
| ------------------------ | ------------- | ------------ | ------------- | ------------- | -------------------- | -------------------- | -------------------- | ----------- | ------ |
| Василиос Папагеоргопулос | 60 м          | 6,71         | 6,67 ЛРд КВ   | 3. у гр. 1    | 6,74 КВ              | 1. у пф. 1           | 6,67 ЛРд             | Сребро      |        |
| Серафим Лапис            | 60 м          |              | 6,99          | 4. у гр. 4    | није се квалификовао | није се квалификовао | није се квалификовао | 13 / 14     |        |
| Ставрос Торцидис         | 400 м.        |              | 48,12 КВ      | 1 у гр. 1     | 47,62 КВ             | 1. у пф 2            | 48,51                | 4. / 10     |        |
| Костантинос Гаргаретас   | 800 м.        |              | 1:52,0        | 5 у гр. 2     | Није се квалификоваo | Није се квалификоваo | Није се квалификоваo | 9. / 9 (10) |        |
| Фотиос Куртис            | 1.500 м.      |              | 3:49,9        | 6. у гр.2     |                      |                      | Није се квалификовао | 12. / 12    |        |
| Спилиос Захаропулос      | 3.000 м.      |              | 8:10,0        | 1. у гр. 1    | 8:05,2               | 7. / 11 (12)         |                      |             |        |
| Георгиус Манделос        | 60 м препоне. |              | 8,05          | 2. у гр. 3    | 8,03                 | 5 у пф 1             | Није се квалификовао | 7. / 18     |        |
| Димитриос Патронис       | скок увис     |              |               |               |                      |                      | 2,05 ЛРд             | 15. / 15    |        |
| Јанис Лаурис             | скок мотком   |              | 5,20          | 7. / 11       |                      |                      |                      |             |        |

### Жене
| Атлетичар     | Дисциплина | Лични рекорд | Финале   | Финале  | Детаљи |
| Атлетичар     | Дисциплина | Лични рекорд | Резултат | Место   | Детаљи |
| ------------- | ---------- | ------------ | -------- | ------- | ------ |
| Марула Ламбру | скок удаљ  |              | 6,27     | 5. / 11 |        |

## Биланс медаља Грчке после 7. Европског првенства у дворани 1970—1976.
|      | Земља        |   |   |   |   | УП    |
| 1—2. | 1970 — 1971. | 0 | 0 | 0 | 0 | 0     |
| 3.   | 1972.        | 0 | 1 | 1 | 2 | 9.    |
| 4.   | 1973.        | 0 | 0 | 1 | 1 | 16.   |
| 5.   | 1974.        | 0 | 0 | 0 | 0 | 18.   |
| 6.   | 1975.        | 0 | 0 | 0 | 0 | = 18. |
| 7.   | 1976.        | 0 | 1 | 0 | 0 | = 18. |
| 1—6  | Укупно       | 0 | 2 | 2 | 4 | =18.  |
| ---- | ------------ | - | - | - | - | ----- |

|    | Атлетичар/ка             |   |    |   |   |
| -- | ------------------------ | - | -- | - | - |
| 1. | Василиос Папагеоргопулос | 0 | 1' | 1 | 2 |

## Освајачи медаља Грчке  после  7. Европског првенства 1970—1976.
|    | Атлетичар/ка             | м | ж | ЕП       | Дисциплина |   |   |   |   |
| -- | ------------------------ | - | - | -------- | ---------- | - | - | - | - |
| 1. | Спилиос Захаропулос      | м |   | 1972.    | 1.500 м    |   |   |   |   |
| 2. | Василиос Папагеоргопулос | м |   | 1972.    | 50 м       |   |   |   | 2 |
| 3. | Василиос Пападимитриу    | м |   | 1973.    | скок увис  |   |   |   | 1 |
| 4. | Василиос Папагеоргопулос | м |   | 1976.    | 60. м      |   |   |   | 2 |
|    | Укупно                   | 4 | 0 | 1970—76. |            | 0 | 2 | 2 | 4 |